# Time kommun
Time kommun (norska: Time kommune) är en kommun i landskapet Jæren i Rogaland fylke i sydvästra Norge. Staden Bryne utgör kommunens centralort.
Kommunens (ursprungligen socknens) namn kommer av en äldre gård vid namn "Time" (fornnordiska: Þímin eller Þímvin), då den första kyrkan byggdes där. Förledets betydelse är okänt, men "vin" betyder äng eller betesmark.

## Administrativ historik
Time kommun upprättades den 1 januari 1838 (som Time formannskapsdistrikt) när Formannskapslovene från 1837 trädde i kraft. Kommunen omfattade då hela Time kommun samt mindre områden i den västra delen av nuvarande Gjesdals kommun.
Den 1 januari 1970 överfördes ett obebott område från Time kommun till Gjesdals kommun.
Den 1 januari 1989 överfördes ett annat obebott område (gnr. 32 bnr. 13) från Time kommun till Gjesdals kommun.
Den 1 januari 2013 överfördes ytterligare ett obebott område från Time kommun till Gjesdals kommun.

## Tätorter
I Time kommun finns fyra tätorter:
- Bryne (centralort, del av)
- Kvernaland (del av)
- Lyefjell
- Undheim

## Socknar
Inom Norska kyrkan är Time kommun indelad i tre socknar:
- Bryne socken
- Time socken
- Undheims socken

Socknarna ingår i Jærens prosteri i Stavangers stift.

## Bilder

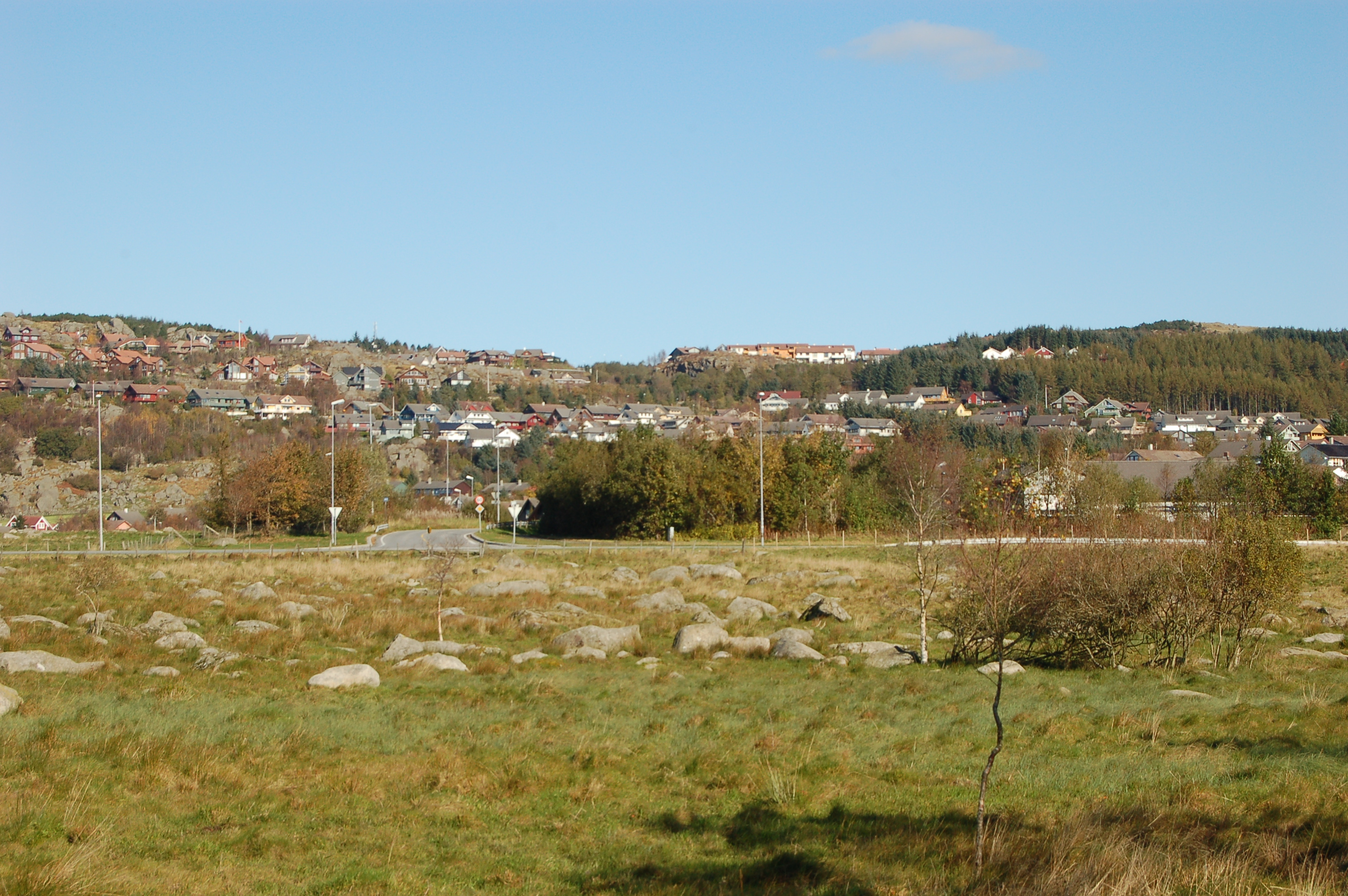
Lyefjell.
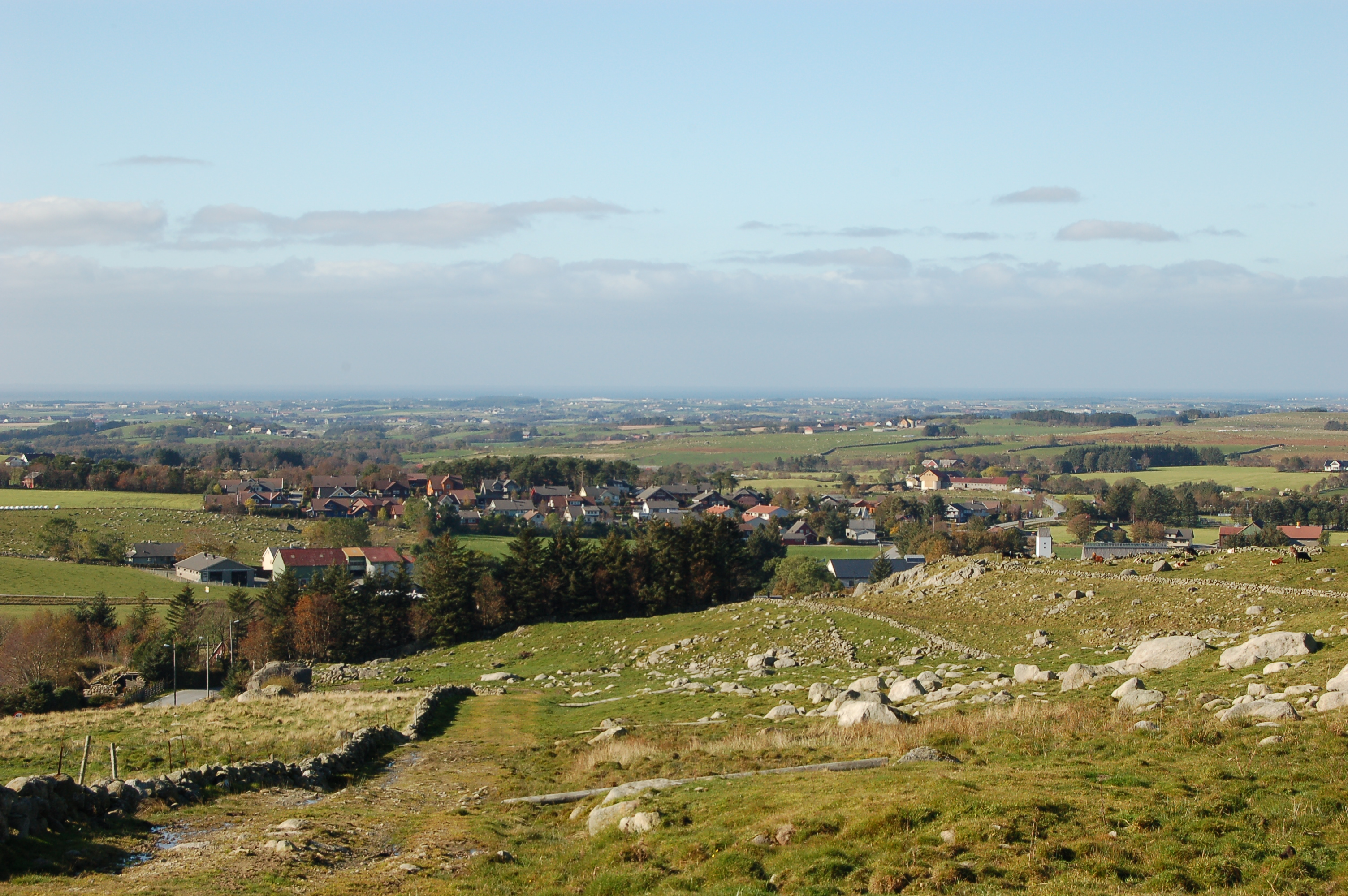
Undheim.